# Wiaczesław Szewczenko
Wiaczesław Tarasowycz Szewczenko, ukr. Вячеслав Тарасович Шевченко (ur. 30 maja 1985 roku) – ukraiński piłkarz, grający na pozycji napastnika.

## Kariera piłkarska

### Kariera klubowa
Wychowanek klubów UFK Lwów i Kniaża Szczasływe, barwy których bronił w juniorskich mistrzostwach Ukrainy (DJuFL). W 2002 rozpoczął karierę piłkarską w Borysfenie Boryspol. W 2003 rozegrał jeden mecz w rosyjskim klubie Torpedo-Metałłurg Moskwa. Na początku 2006 został piłkarzem Stali Dnieprodzierżyńsk, ale po pół roku przeszedł do Illicziwca Mariupol. Nie potrafił przebić się do podstawowego składu, dlatego latem 2007 przeniósł się do klubu Feniks-Illiczoweć Kalinine. Latem 2008 zasilił skład Stali Ałczewsk. W styczniu 2011 był na testach w klubie Zoria Ługańsk, jednak obydwa kluby nie uzgodniły warunków przejścia zawodnika i wkrótce piłkarz podpisał kontrakt z FK Ołeksandrija. W styczniu 2014 wyjechał do Uzbekistanu, gdzie został piłkarzem Lokomotivu Taszkent. 15 września 2014 podpisał 2-letni kontrakt z maltańskim Birkirkara FC. Jednak już podczas przerwy zimowej sezonu 2014/15 przeniósł się do uzbeckiego Qizilqum Zarafshon.

## Sukcesy i odznaczenia

### Sukcesy klubowe
- mistrz Pierwszej Lihi: 2011
- brązowy medalista Pierwszej Lihi: 2010